# Mimosa monticola
Mimosa monticola är en ärtväxtart som beskrevs av Dusen. Mimosa monticola ingår i släktet mimosor, och familjen ärtväxter. Inga underarter finns listade i Catalogue of Life.